# Стару-ха-рмса
«Стару-ха-рмса» — радянський художній фільм 1991 року, знятий режисером Вадимом Гемсом.

## Сюжет
Сучасна кіноверсія повісті Д. Хармса «Стара». Фільм створений в умовній пародійній манері. Якась стара вторгається в житло самотнього літератора, помирає і стає навожденням, якого неможливо позбутися.

## У ролях
- Євдокія Германова — жінка
- Євген Герчаков — Стара
- Юрій Міхельсон — літератор
- Сергій Максачов — сусід
- Генріх Кенне — роль другого плану
- Володимир Липовецький — роль другого плану
- В'ячеслав Войнаровський — роль другого плану
- Олександр Трофімов — роль другого плану
- Олександр Мінаєв — роль другого плану
- Сергій Лобанков — епізод
- Віктор Махмутов — епізод
- В'ячеслав Горбунчиков — епізод
- Олександр Числов — епізод
- А. Сергєєв — епізод
- Б. Лучшев — епізод
- Роман Курдюмов — епізод
- В'ячеслав Ільїн — епізод
- Сергій Агапітов — епізод
- В'ячеслав Вдовін — стара
- П. Герцен — епізод
- Володимир Куликов — епізод
- А. Головатюк — епізод
- В. Бєляєв — епізод
- Є. Попов — епізод
- О. Дияконов — епізод
- Є. Гатілов — епізод
- С. Черепов — епізод
- К. Гур'янов — епізод
- Борис Шитіков — епізод
- Олексій Аблєпіхін — епізод
- Аннета Коган — епізод
- Н. Соловйова — епізод
- В. Оборотов — епізод
- Федір Гаврилов — епізод
- А. Чигутін — епізод
- С. Фролов — епізод
- С. Степанов — епізод
- Олександр Яворський — епізод
- А. Данцкевич — епізод
- Михайло Бурлаков — епізод
- Вадим Урюпін — епізод
- Юрій Одиноков — епізод

## Знімальна група
- Режисер — Вадим Гемс
- Сценарист — Євген Козловський
- Оператор — Сергій Тараскін
- Композитор — Шандор Каллош
- Художник — Леван Лазішвілі
- Продюсер — В'ячеслав Давидов